# Наккара
Наккара (перс. نقاره; азерб. Qoşanağara; дослівно nağara означає барабан) — старовинний ударний музичний інструмент, поширений серед народів Закавказзя, Середньої Азії, Близького, Середнього Сходу, Африки, передусім в Ірані, Азербайджані, Вірменії, а також в Індії, Пакистані та інших країнах.
Наккара нагадує за будовою два скріплених між собою казаноподібні барабани. Спочатку корпус виготовляли з глини, а пізніше його робили з дерева та металу. Для виготовлення мембрани використовується зазвичай теляча, козяча, рідко верблюжа шкіри. Мембрану пригвинчують до корпусу за допомогою металевих гвинтів, які одночасно слугують і для настроювання музичного інструменту.

## Галерея

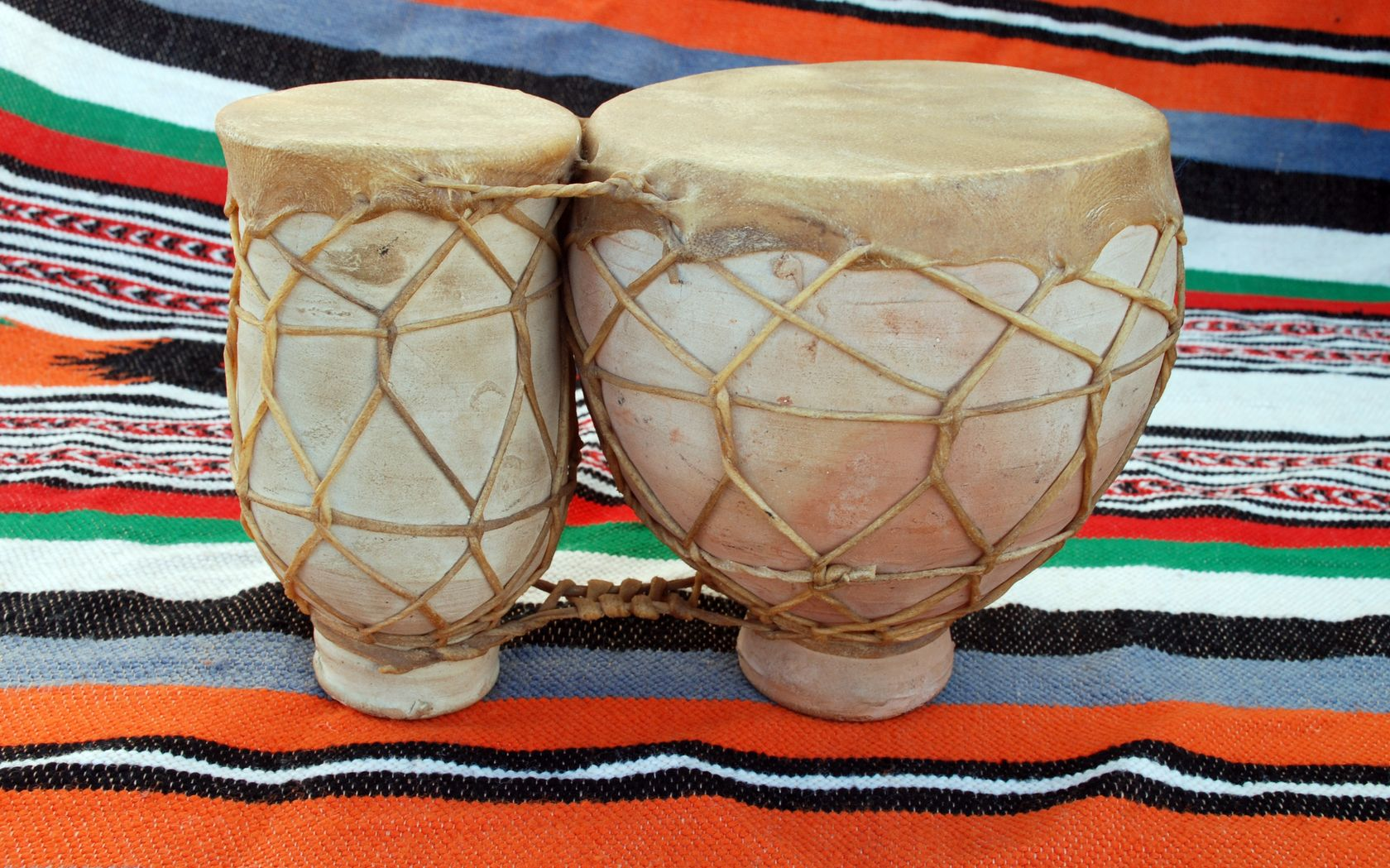
Марокканський наккара
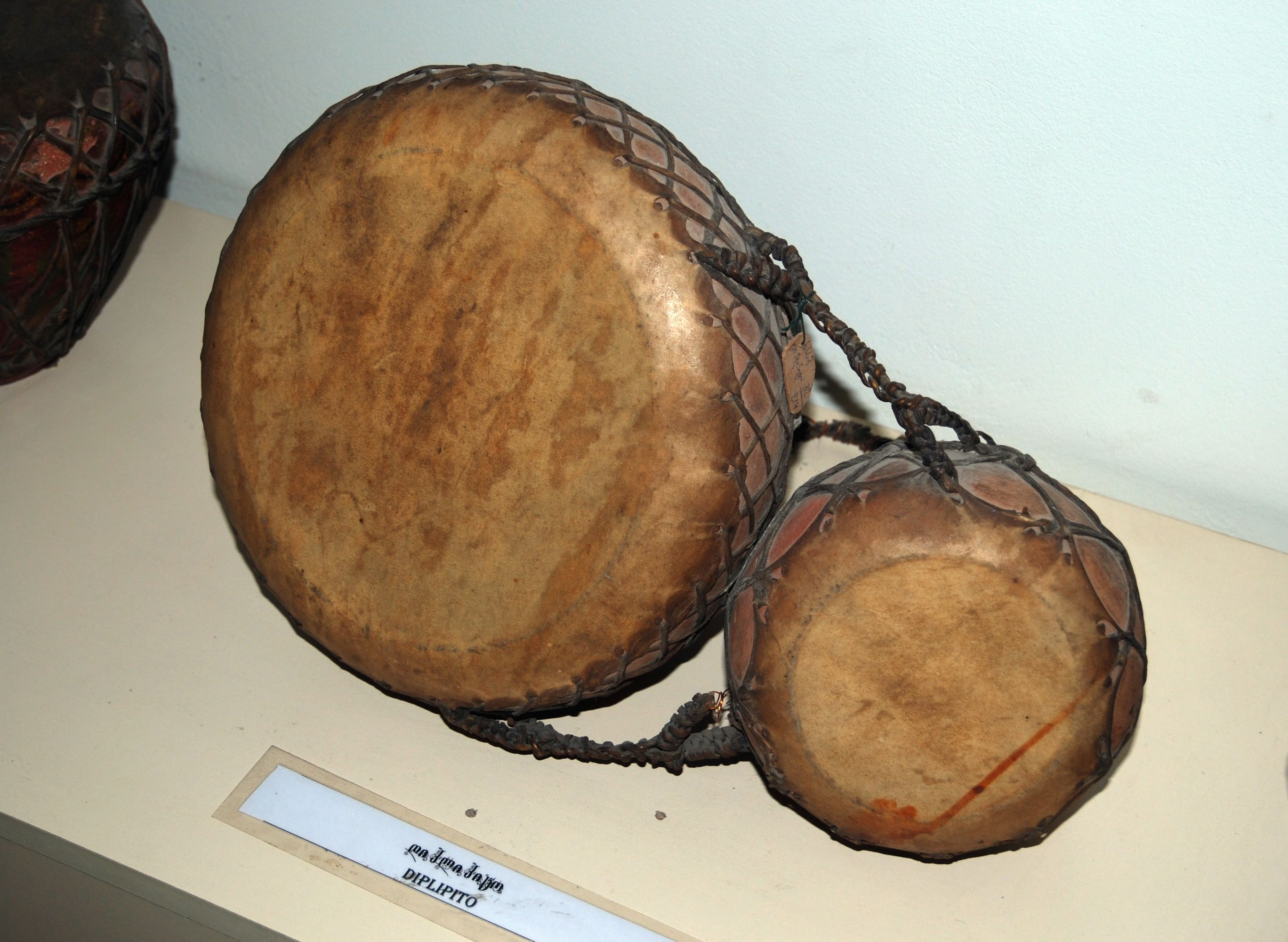
Грузинський наккара
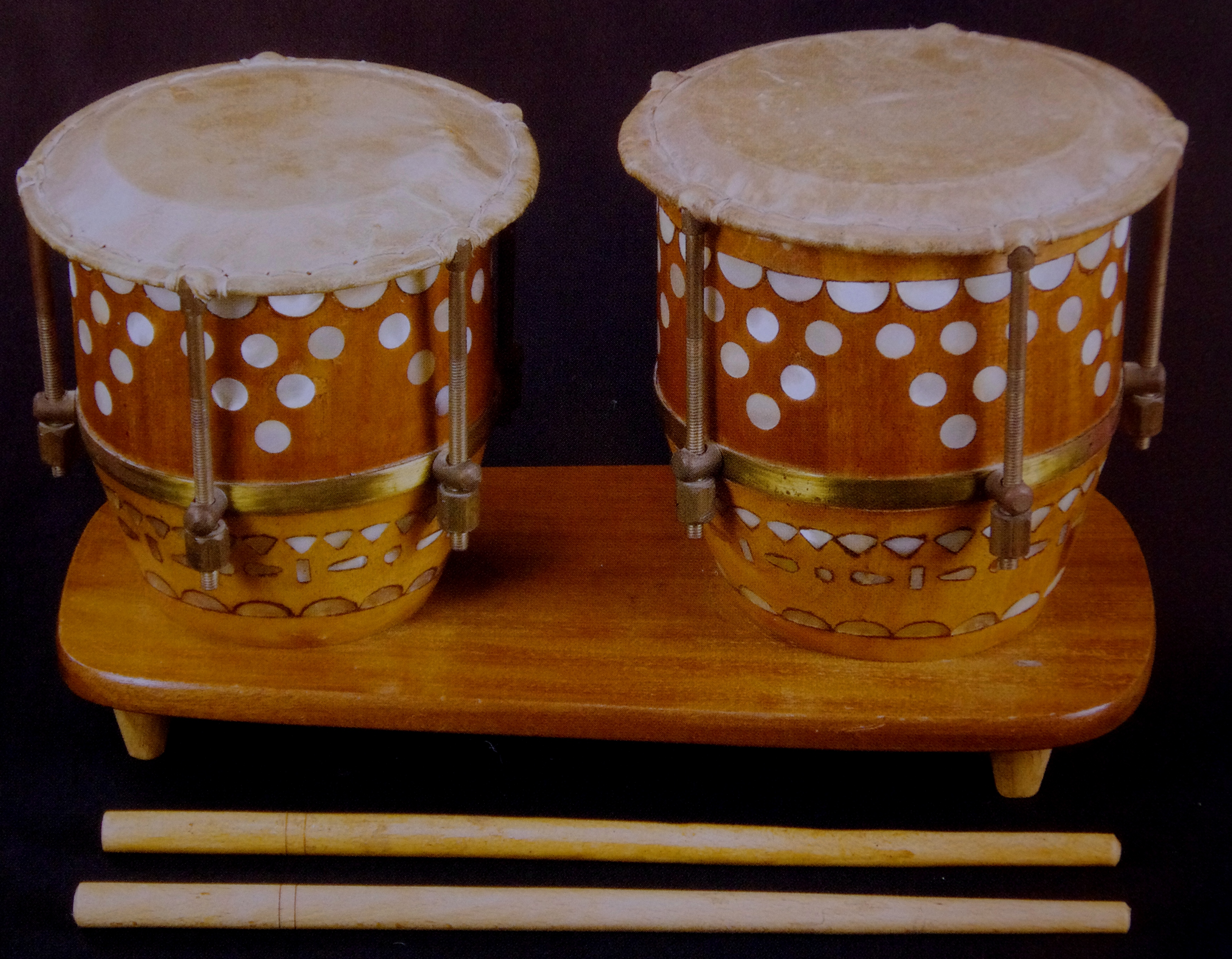
Азербайджанський наккара
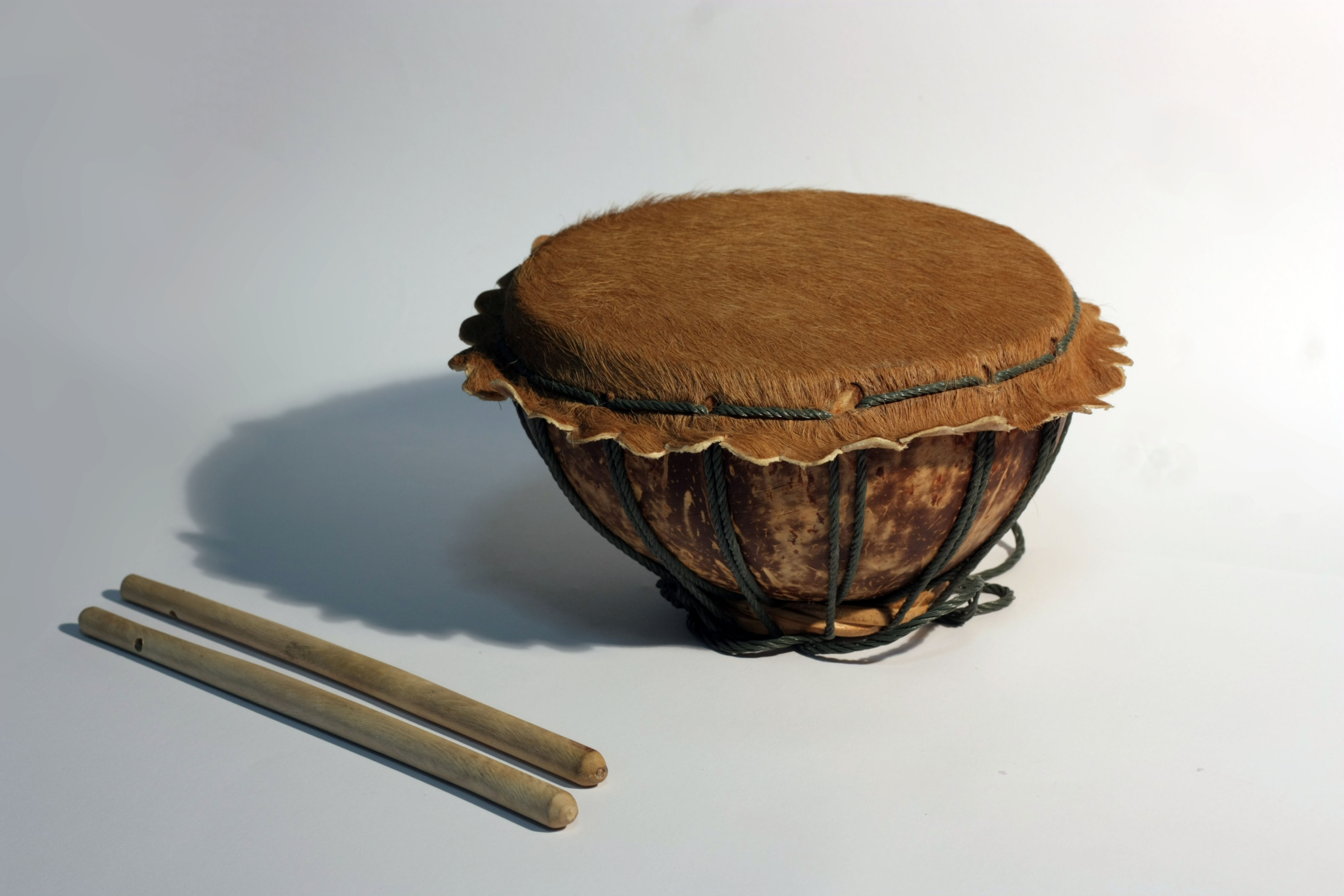
Тайський наккара
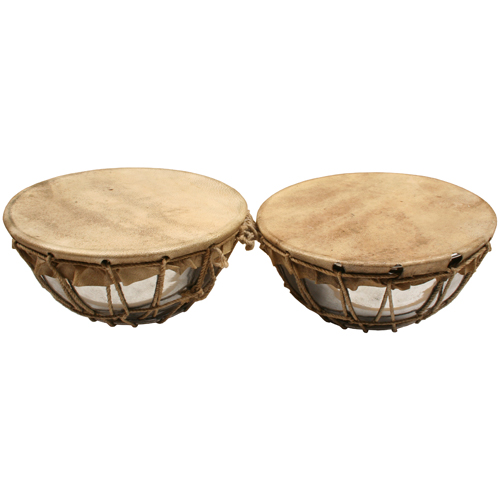
Іракський наккара
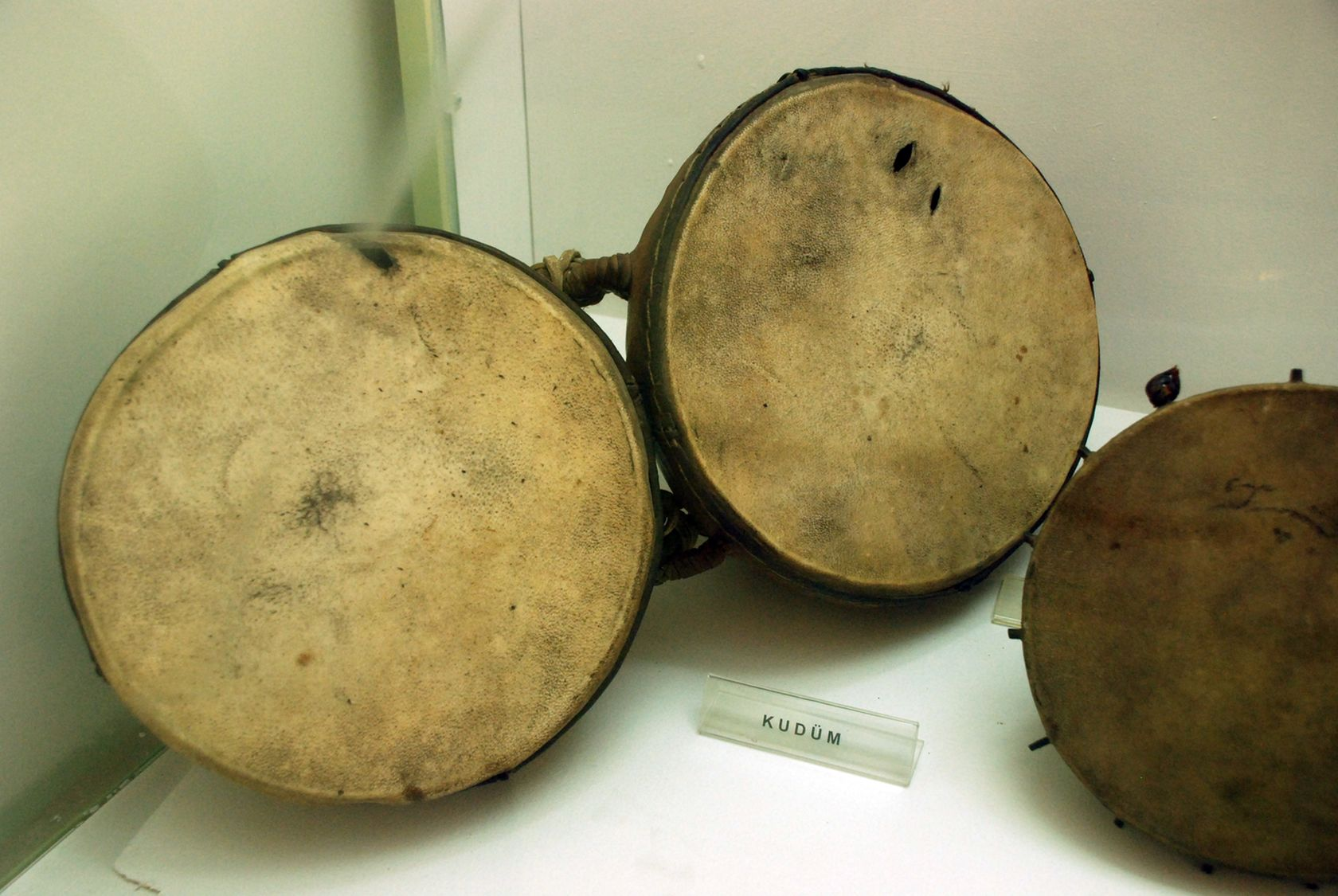
Турецький наккара
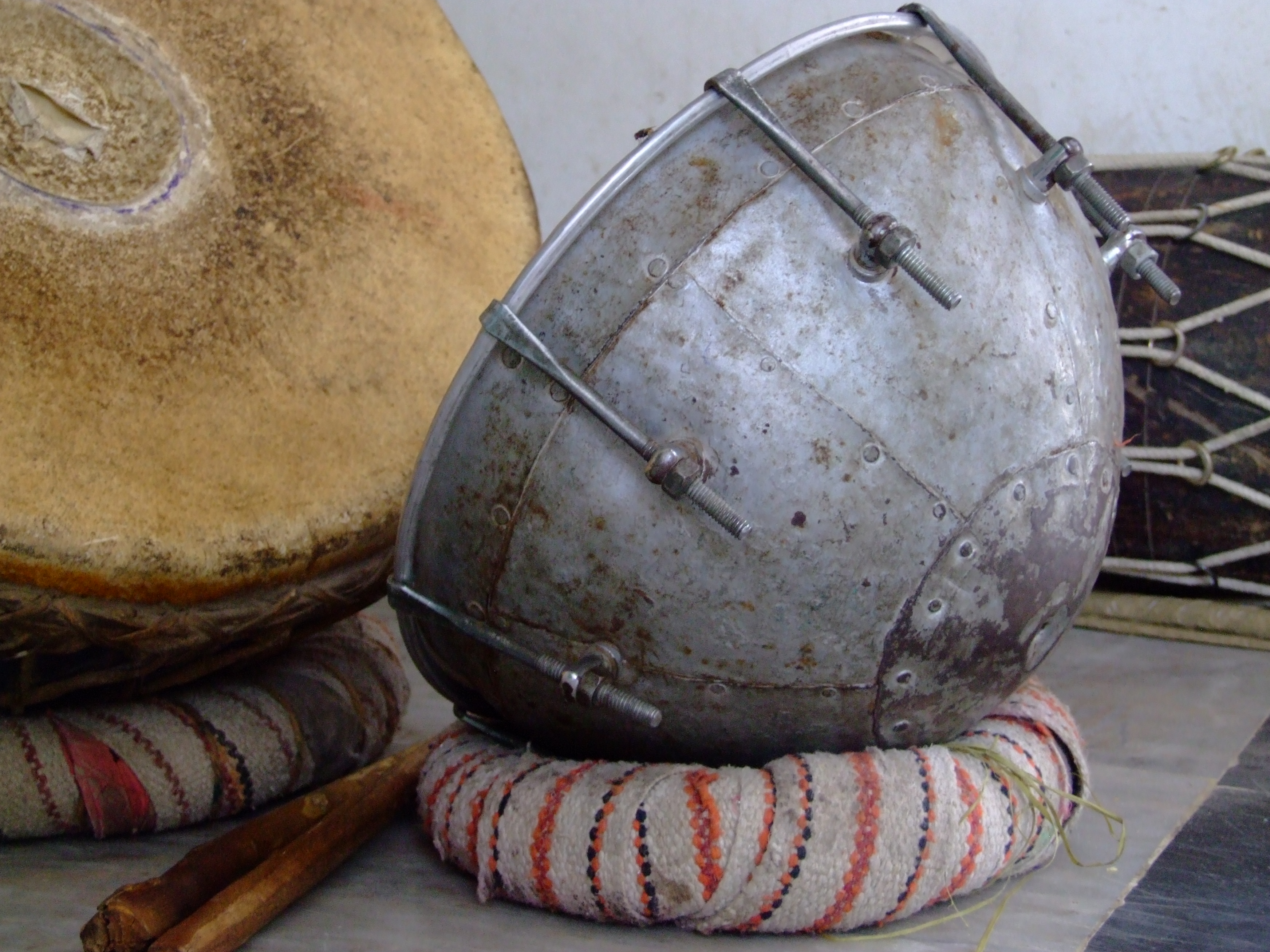
Індійський наккара